# Foligno

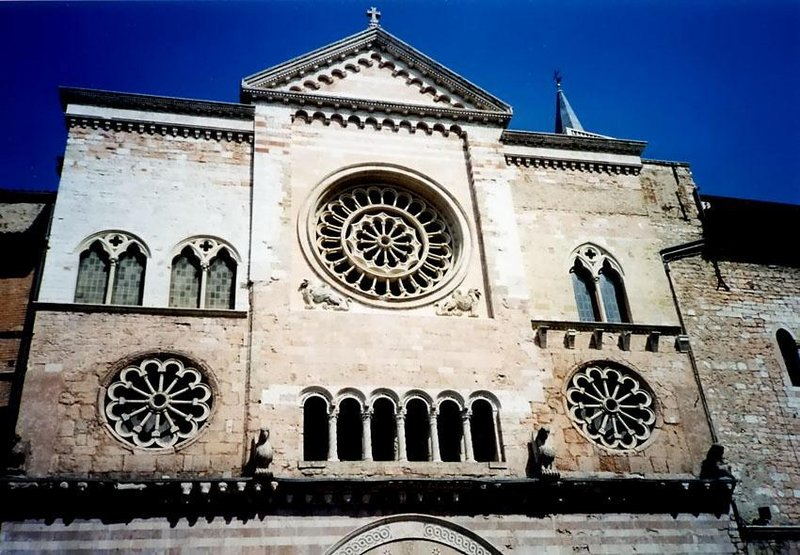
Katedra

Foligno (łac.: Fulginiae lub Fulginium) – miejscowość i gmina we Włoszech, w regionie Umbria, w prowincji Perugia. Leży nad rzeką Topino.
Według danych na rok 2007 gminę zamieszkiwały 53 818 osoby, 274,7 os./km².

## Historia
Łacińska nazwa miasta brzmi Fulginiae, jednak żadne pozostałości osadnictwa z czasów rzymskich do dziś się nie zachowały. Nowożytne miasto założone zostało zapewne w połowie VIII w. W czasie wojen włoskich w XIII stuleciu wielokrotnie zmieniało właścicieli i w końcu w 1281 r. zostało zniszczone przez wojska Perugii. Od 1305 do 1439 r. było rządzone przez rodzinę Trinci, której ostatni przedstawiciel wystąpił przeciwko papieżowi. Gdy Eugeniusz IV wysłał swoje wojska do Foligno, mieszkańcy otwarli przed nimi bramy miasta. Od tego czasu aż do 1860 r. należało ono do Państwa Kościelnego.
Miasto kilkakrotnie ucierpiało na skutek trzęsień ziemi, szczególnie w latach 1832 i 1997. Znaczne straty poniosło również w trakcie alianckich bombardowań pod koniec II wojny światowej. Na skutek tego charakteryzuje się ono dziś stosunkowo nowoczesną zabudową.

## Kultura
W 1472 r. w Foligno zostało wydrukowane przez Johannesa Numeistra i Evangelistę Meia pierwsze dzieło w języku włoskim – Boska komedia Dante Alighieriego.
W 1762 r. w Foligno wyszła z druku pierwsza edycja popularnego i wydawanego po dziś dzień almanachu Barbanera.
Foligno jest znane jako miejsce narodzenia i śmierci XIII-wiecznej włoskiej mistyczki, tercjarki franciszkańskiej św. Anieli z Foligno.

## Współpraca
Miejscowości partnerskie:
- Gemona del Friuli, Włochy
- La Louvière, Belgia
- Shibukawa, Japonia